# Chiesetta di San Michele Arcangelo all'Arapezzana
La chiesetta di San Michele Arcangelo all'Arapezzana si trova nel centro storico di Villalago in provincia dell'Aquila.
Fu probabilmente costruita dai longobardi quando installarono sul monte Argoneta un avamposto difensivo dell'abitato.
Sopra la porta d'accesso vi è una lunetta in stile romanico del Cristo Pantocrate (anche se il Cristo Pantocrate richiama l'arte bizantina) che regge in mano il "libro della vita" con, ai lati due angeli inginocchiati.

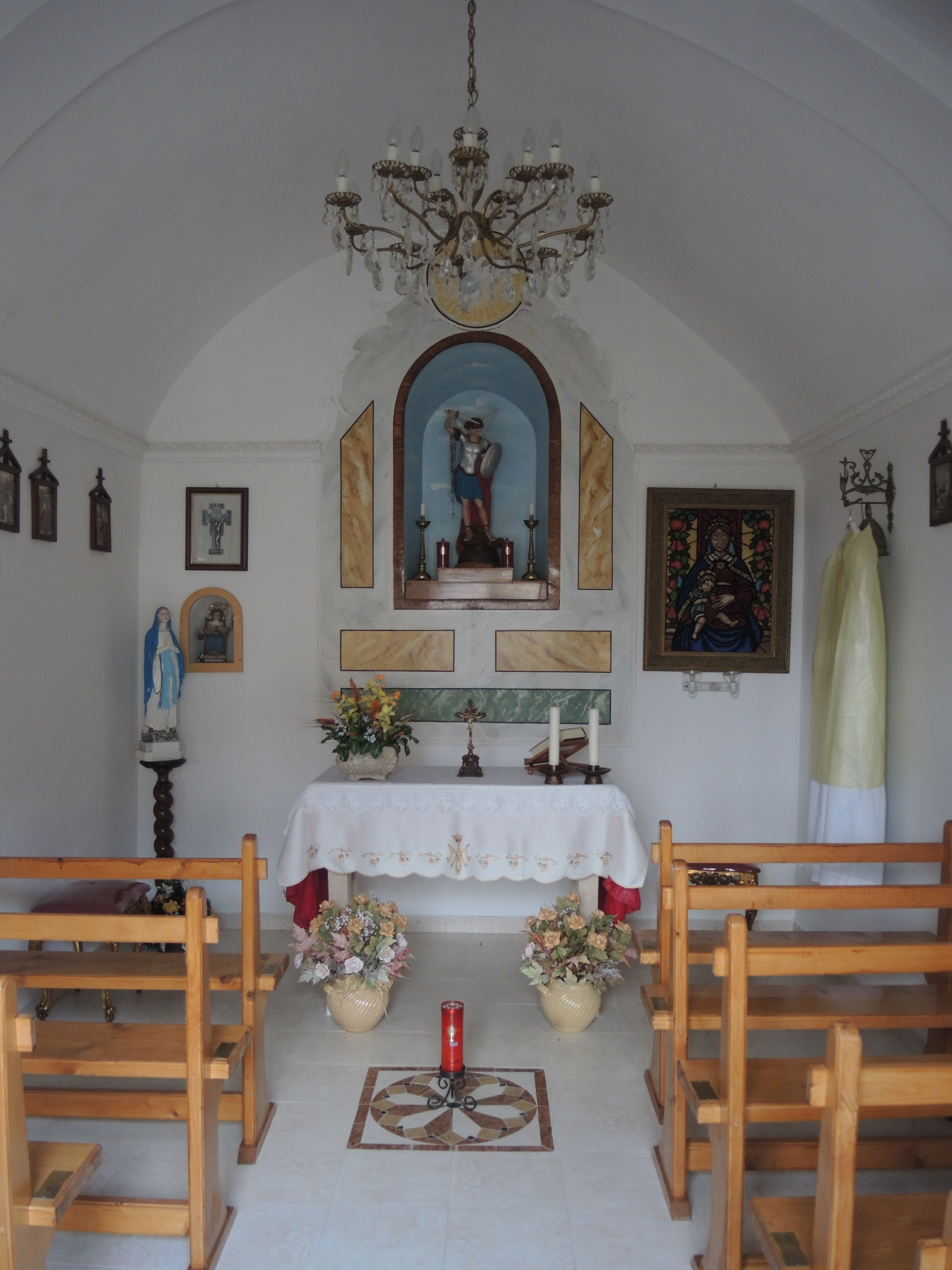
Veduta dell'interno dalla porta d'accesso

Dietro l'altare, in un'edicoletta, vi è la statua di San Michele Arcangelo nell'atto intimidatorio con la spada verso un drago.